# Plien en Bianca

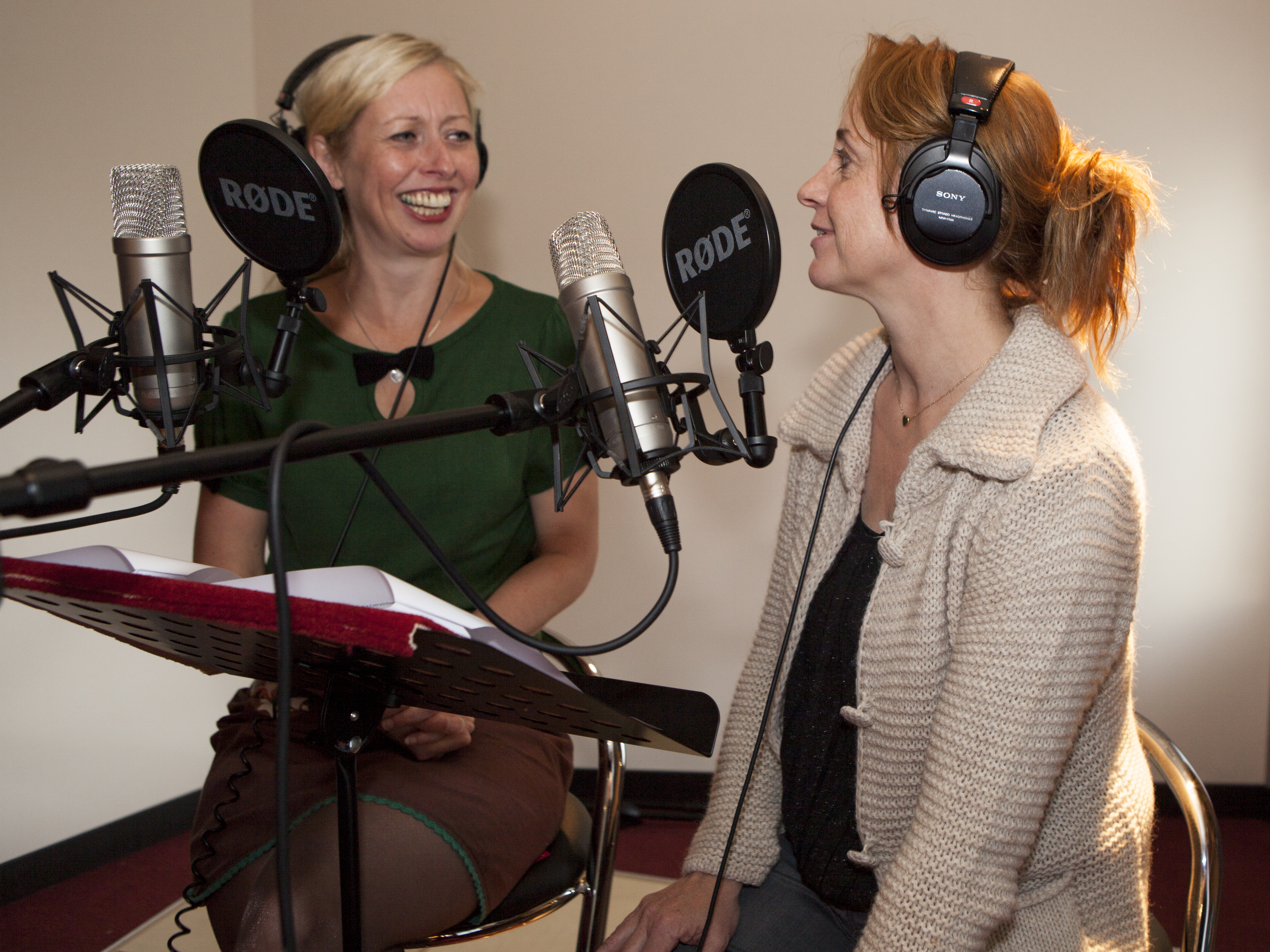
Paulien van Bennekom (l) en Bianca Krijgsman (r) in 2012

Plien en Bianca is een Nederlands cabaretduo dat wordt gevormd door Plien van Bennekom en Bianca Krijgsman.

## Achtergrond
Het duo leerde elkaar kennen doordat ze op de Academie voor Kleinkunst in Amsterdam in hetzelfde jaar terechtkwamen. Daar bleek dat ze eenzelfde gevoel voor humor hebben, waardoor ze veel dingen samen gingen doen. Tijdens de opleiding traden ze allebei op in het theaterrestaurant James' Diner in Leiden. Ze deden samen eindexamen met de voorstelling The Ballet Nurses.
Na de Kleinkunst Academie gingen ze beiden hun eigen weg, maar in 1996 deden ze als duo mee aan het Cameretten Festival met de voorstelling Changez!. Ze wonnen met die voorstelling zowel de jury- als de publieksprijs. Daarmee werd de basis gelegd voor een gezamenlijke carrière.
Nadat ze het Cameretten Festival wonnen, kregen Plien en Bianca van de VPRO de vraag of ze een kinderprogramma wilden maken voor televisie. Samen met Joep Onderdelinden bedachten ze het programma Zaai waarin ze de tienermeisjes Irma en Ingrid spelen die opgroeien op het platteland. De serie is bedoeld als jeugdserie en werd uitgezonden bij Villa Achterwerk - het programma sloeg echter aan bij jong en oud. Het opvallende taalgebruik - met het karakteristieke accent - speelde daarbij een belangrijke rol. De serie liep tot januari 2003.
In 1999 kwamen ze als de plattelandsmeisjes Jeltje en Meike (een oudere variant op Irma en Ingrid) met de theatervoorstelling Biks. Dit programma zou hun grote doorbraak worden. 
Na Biks maakten ze samen nog enkele theaterprogramma's. Daarnaast speelden ze in de bioscoopfilms All stars en Minoes. Tussen september 2004 en oktober 2016 namen ze regelmatig een gastrol in het programma Koefnoen voor hun rekening. In 2025 deden ze mee aan het programma LOL: Last One Laughing.

## Programma's
- 1997: Changez
- 1999: Biks
- 1999: Zaai (met Joep Onderdelinden)
- 2001: Ngorongoro
- 2004: Stessen (met Paul Groot en Owen Schumacher)
- 2008: Wie Dan Allemaal...
- 2011-2012: Heb je hun weer...
- 2015: Gaat het nog door?
- 2017: Slippers (toneelstuk met Droog Brood)
- 2019: En nu dan?
- 2025: Harrekidee!